# Isaiah Osbourne
Isaiah George Osbourne (Birmingham, 15 novembre 1987) è un calciatore inglese, centrocampista del Barwell.

## Biografia
Suo fratello Isaac è anch'egli un calciatore.

## Carriera

### Club
Ha fatto il suo esordio in Premier League il 21 ottobre 2006, al Villa Park contro il Fulham.
Nella stagione 2008-2009 passa prima in prestito al Nottingham Forest e poi al Middlesbrough. In seguito gioca per una stagione e mezzo con la squadra riserve dell'Aston Villa, prima di passare allo Sheffield Wednesday. Successivamente si svincola dall'Aston Villa.
Nell'agosto del 2011 passa all'Hibernian.

### Nazionale
Ha giocato nella nazionale inglese Under-16.